# 1907 en sport
Cet article présente les faits marquants de l'année 1907 en sport.

## Automobile
- 2 juillet : deuxième édition du Grand Prix de France à Dieppe. Le pilote italien Felice Nazzaro s'impose sur une Fiat.
- 10 août : le prince Scipione Borghese, avec à son bord le mécanicien Ettore Guizzardi et le journaliste Luigi Barzini sur l'Italia partent de Paris. Le 10 août ils parviennent les premiers à Pékin.

## Baseball
- Les Chicago Cubs remportent les World Series face aux Detroit Tigers

## Boxe
- 28 mai : Tommy Ryan, champion du monde des poids welters entre le 26 juillet 1894 et le 24 octobre 1898, et des poids moyens depuis cette date annonce sa retraite après une défaite sans titre en jeu face à Harry Forbes.

## Cricket
- Le Nottinghamshire est champion d’Angleterre.
- New South Wales gagne le championnat australien, le Sheffield Shield.
- Le Transvaal gagne le championnat sud-africain, la Currie Cup.

## Cyclisme
- 14 avril : le Français Lucien Petit-Breton remporte la 1re édition de la course cycliste Milan-San Remo, devant son compatriote Gustave Garrigou à 35 s. et l'Italien Giovanni Gerbi dans le même temps.
- Le Français Georges Passerieu s'impose dans le Paris-Roubaix.
- Tour de France (8 juillet au 4 août) : Lucien Petit-Breton remporte le Tour devant Gustave Garrigou et Émile Georget.
  - Article détaillé : Tour de France 1907

## Football
- 30 mars : le Madrid FC bat le Vizcaya Bilbao 4-1 en finale de la Coupe d'Espagne.
- 7 avril : Milan AC champion d’Italie.
- 8 avril : le Racing club de France est champion de France USFSA en s'imposant 3-2 en finale au Parc des Princes face au R.C. Roubaix.
- Celtic FC est champion d’Écosse.
- Newcastle UFC champion d’Angleterre.
- 20 avril : Sheffield Wednesday remporte la Coupe d’Angleterre face à Everton, 2-1.
- 20 avril : Celtic FC gagne la Coupe d’Écosse en s’imposant en finale face à Heart of Midlothian FC, 3-0.
- 9 mai : l'Étoile des Deux Lacs remporte la première édition du Trophée de France.
- 12 mai : le Servette de Genève est champion de Suisse.
- La Royale Union Saint-Gilloise est championne de Belgique de football.
- 19 mai : Fribourg champion d’Allemagne.
- 19 juillet : à Winnipeg, Calgary Caledonians bat Winnipeg Brittanias 1-0 lors de la finale de la première édition du People's Shield.
- Reforma AC, club de la capitale, est sacré champion du Mexique.
- 15 novembre : Internacional-SP champion de l'État de Sao Paulo (Brésil).

## Golf
- Le Français Arnaud Massy remporte le British Open
- L’Américain Alex Ross remporte l’US Open

## Hockey sur glace
- Coupe Magnus : les Patineurs de Paris sont champions de France.
- Les Wanderers de Montréal remportent la Coupe Stanley.

## Joute nautique
- Louis Vaillé (dit lou mouton) remporte le Grand Prix de la Saint-Louis à Cette.

## Rugby à XIII
- Warrington remporte la Challenge Cup anglaise.
- Halifax est champion d’Angleterre.

## Rugby à XV
- Le Stade bordelais UC est champion de France.
- Le Devon et le Durham se partagent le titre de champion d’Angleterre des comtés.
- La Western Province remporte le championnat d'Afrique du Sud des provinces, la Currie Cup.
- Fondation du Stade toulousain.

## Sport d'hiver
- 10 au 12 février : la première édition de la Semaine internationale des sports d'hiver se tient à Briançon-Montgenèvre. La majorité des concurrents sont des militaires français et italiens. L'école militaire de ski fondée à Briançon en 1904 et le Club alpin français sont à l'origine de cette épreuve[1].

## Tennis
- 17e édition du championnat de France :
  - Le Français Max Decugis s’impose en simple hommes.
  - La Française Comtesse de Kermel s’impose en simple femmes.
- 31e édition du Tournoi de Wimbledon :
  - L’Australien Norman Brookes s’impose en simple hommes.
  - L’Américaine May Sutton en simple femmes.
- 27e édition du championnat des États-Unis :
  - L’Américain Bill Larned s’impose en simple hommes.
  - L’Américaine Evelyn Sears s’impose en simple femmes.
- L’Australie remporte la Coupe Davis face à la Grande-Bretagne (3-2).
- Fondation du club omnisports égyptien d'Al Ahly au Caire. Sa 1re section est celle du tennis.

## Naissances
- 5 janvier : Volmari Iso-Hollo, athlète finlandais.
- 22 janvier : Bill Dean, footballeur anglais.
- 15 février : Henri Delmer, footballeur français.
- 14 mars : Georges Meuris, footballeur français.
- 9 avril : Ebbie Goodfellow joueur de hockey sur glace membre du temple de la renommée († 10 septembre 1985).
- 28 avril : Raymond Braine, footballeur belge.
- 6 juin : Maurice Archambaud, cycliste français.
- 8 juin : Georges Speicher, cycliste français.
- 12 juin : Emile Veinante, footballeur français.
- 12 août : Andrew Charlton, nageur australien, champion Olympique du 1 500 mètres nage libre (1924). († 10 décembre 1975).
- 31 août : Ray Berres, joueur américain de baseball. († 1er février 2007).
- 8 septembre : Jean Aerts, cycliste belge.
- 27 octobre : Adelaide Lambert, nageuse américaine, championne olympique du 4 × 100 m nage libre aux Jeux d'Amsterdam en 1928.
- 1er novembre : Edmond Delfour, joueur, puis entraîneur, français de football. († 21 décembre 1990).
- 6 décembre : Giovanni Ferrari, footballeur italien.
- 10 décembre : Lucien Laurent, footballeur international français. († 11 avril 2005).
- 26 décembre : Frans Bonduel, cycliste belge.

## Décès
- 16 janvier : Alfred Shaw, 64 ans, joueur de cricket anglais, capitaine de l'équipe d'Angleterre de cricket au cours de quatre test-matchs (deux nuls, deux défaites) en 1881 et 1882. (° 29 août 1842).
- 26 février : Charles Alcock, 64 ans, footballeur anglais, puis dirigeant sportif. (° le 2 décembre 1842).